# Христине Ван Брукховен
Христине Ван Брукховен (на нидерландски: Christine Van Broeckhoven) е белгийска биоложка.
Тя е родена на 9 април 1953 година в Антверпен. Завършва Антверпенския университет, където от 1983 година оглавява лаборатория по молекулярна генетика. Работи главно в областта на неврологията и дегенеративните заболявания на мозъка. През 2007-2010 година е депутат от Социалистическа партия - различни.